# Carolyn Breuer
Carolyn Breuer (München, 4 juli 1969) is een Duitse jazzsaxofoniste.

## Biografie
Breuer kreeg als dochter van de trombonist Hermann Breuer de jazz al in de wieg mee. Op 19-jarige leeftijd studeerde ze als lid van het Bundesjazzorchesters aan het conservatorium in Hilversum bij Ferdinand Povel. Na het examen volgde een langer verblijf in New York, waar ze privéles kreeg bij George Coleman en Branford Marsalis. Breuer werkte met muzikanten als Coleman, Tine Schneider en Ingrid Jensen en formeerde in 2000 haar eigen label NotNowMom!-Records. Haar album Fate Smiles on Those Who Stay Cool (2001) werd in Nederland zo populair, dat de minister van Binnenlandse Zaken Klaas de Vries een parlementsrede begon met een aanhaling van de titel. Voor haar cd Serenade met het Koninklijk Concertgebouworkest uit Amsterdam kreeg ze in 2003 de Heidelberger Künstlerpreis, die tot dusver alleen werd toegekend aan klassieke muzikanten. Internationale tournees, optredens tijdens de Berliner Jazztage en het North Sea Jazz Festival bevestigden eveneens haar artistieke waarde, net als haar bezigheid als gastsoliste bij de WDR Big Band Keulen. In 2019 leidde ze samen met Andrea Hermenau een kwartet.

## Discografie
- 1992: Hermann & Carolyn Breuer Family Affair (met Aldo Caviglia, Peter O'Mara, Marc Abrams en Wolfgang Haffner)
- 1995: Carolyn Breuer • Fee Claassen Quintet Simply Be (Challenge Records, met Sebastian Altekamp, Stephan van Wylick, Joost Patocka, Hermann Breuer, Ferdinand Povel)
- 2004: WitchCraft: live (met Stacy Rowles, Anke Helfrich, Lindy Huppertsberg, Carola Grey)
- 2007: Carolyn Breuer & Sabine Bohlmann Der kleine Erdbär, een 'Jazzical' voor kinderen (o.a. met Moses Wolff, Conny Kreitmeier en Bastian Jütte)
- 2013: Four Seasons of Life (met Henning Sieverts, Christian Gall, Hermann Breuer, WDR Big Band Köln e.a.)

- Bibliothèque nationale de France: cb13960143x (data)
- Gemeinsame Normdatei: 134880005
- International Standard Name Identifier: 0000 0000 5519 6793
- Library of Congress Control Number: no98033151
- MusicBrainz: ef08dd6b-5221-47c7-bbc4-c987321ff85d
- Virtual International Authority File: 76506976
- WorldCat: E39PBJr7RQybKKmqycR9QwMHG3